# 丹巴·巴亞
丹巴·巴亞（法語：Demba Ba，1985年5月25日—）是一名法國出生的塞內加爾職業足球員，擔任前鋒，現已退役。

## 生平
2007年8月29日，丹巴·巴亞轉會至德國球會賀芬咸。
2011年1月，丹巴·巴亞原擬轉投英超球會史篤城，但未能通過體測而拉倒。其後他在個人網站宣稱以借用身份加盟另一支英超正為護級而努力的球隊韋斯咸，於1月28日證實正式轉會韋斯咸，簽約至2014年，身價沒有透露，期間上陣13場雖然射入7球，仍不能挽救韋斯咸降班英冠的命運。
由於丹巴·巴亞與韋斯咸簽署的合約有放行條款（release clause），他於2011年6月17日轉投英超球會紐卡素。
2013年1月4日，丹巴·巴亞轉投至英超豪門車路士，合約為期三年半，轉會費金額沒有公佈，傳媒透露丹巴·巴亞與紐卡素合約中有放行條款，如有球會出價達700萬英鎊丹巴·巴亞可與該球會接洽。穿起19號球衣的他在足總盃對南安普顿的比賽中首次上陣，攻入了兩球，協助球隊大勝5-1。
2014年7月18日，土耳其足球超級聯賽球會贝西克塔什宣佈從車路士簽入丹巴·巴亞，轉會費為600萬歐元。丹巴·巴亞在面對飛燕諾的歐冠小組賽中，於第 59 分鐘首次上場。
中超球队上海綠地申花於2015年6月27日宣布以1,350萬歐元簽下丹巴·巴亞。2015年赛季后半阶段，登巴巴于中超出场11次，打入6球，此外还获得了中国足协杯最佳射手。
2016年7月17日中超「上海德比戰」，丹巴·巴亞被上海上港後衛孫祥故意阻挡前进导致腳脛骨折斷。
2018年6月，登巴·巴回归中超球队上海绿地申花。但同年8月4日上海申花对阵长春亚泰的比赛中，登巴巴在与对方球员张力的一次拼抢过后发生冲突，张力疑似对登巴巴喊"You Black"，登巴巴一度情绪非常激动，需要队友和教练劝阻。登巴巴赛后表示对方的行为是对他祖先的不敬和对他信仰的亵渎。由于该冲突涉嫌种族歧视，中国足协新闻办在8月6日发表声明，宣布就事件进行调查。8月10日，中国足协就此次冲突开出罚单，张力被禁赛6场，罚款4.2万元，参与听证的登巴·巴则未受到处罚。然而张力被罚理由与“涉嫌种族歧视”无关，而是“干扰比赛正常秩序，引起场面混乱，造成恶劣社会影响”。
2021年9月13日，丹巴·巴亞在自己的社交媒体上宣布挂靴。

## 外部連結
- 丹巴·巴亞的X（前Twitter）
- 丹巴·巴亞的Instagram帳戶
- Fussballdaten.de 丹巴·巴亞職業數據（页面存档备份，存于） （德文）
- 足球数据库：丹巴·巴亞的球员统计数据